# جاك نيلسون
جاك نيلسون (بالإنجليزية: Jack Nelson)‏ هو مدرب رياضي وسباح أمريكي، ولد في 8 نوفمبر 1931 في تشيكاماوغا في الولايات المتحدة، وتوفي في 5 نوفمبر 2014 في فورت لودرديل في الولايات المتحدة.

## روابط خارجية
- جاك نيلسون على موقع الاتحاد الدولي للسباحة (الإنجليزية)
- جاك نيلسون على موقع قاعة مشاهير السباحة العالمية (الإنجليزية)
- جاك نيلسون على موقع اللجنة الأولمبية الدولية (الإنجليزية)
- جاك نيلسون على موقع أوليمبيديا (الإنجليزية)
- جاك نيلسون على موقع قاعة فلوريدا للمشاهير الرياضية (الإنجليزية)